# Nouvelle Collection illustrée Calmann-Lévy
La Nouvelle Collection illustrée est une collection littéraire de romans principalement français lancée par Calmann-Lévy en février 1907, disparue en 1939.
Elle comprend plus de 130 titres numérotés, tous illustrés.

## Histoire de la collection

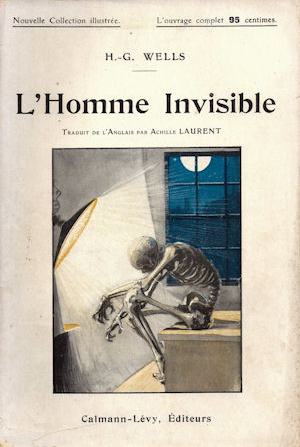
Couverture de L'Homme invisible illustrée par Ludvík Strimpl (1912).

La plupart des titres sont des rééditions en format 24 cm, broché à la façon d'un fascicule. Cependant, il existe également des tirages sous reliure cartonnée en percaline rose avec des motifs Art nouveau. Le texte, ponctué de vignettes en noir et blanc, est composé sur deux colonnes, pour une pagination d'une centaine de pages en moyenne.
Le prix de lancement était de 0,95 franc. Après 1925, il grimpe jusqu'à 2,50 francs. Le rythme de parution est mensuel.
Elle est précédée par la « Modern-Bibliothèque », lancée au même tarif et format en 1904 par la librairie Arthème Fayard, et avec laquelle Calmann-Lévy aura d'ailleurs un procès pour concurrence déloyale, jugement rendu en 1911 au profit de cette dernière.
Après 1926, les titres de la collection sont à nouveau réédités avec une nouvelle charte graphique, comportant des photographies en guise d'illustrations de couverture, et ce, jusqu'en 1939.

## Illustrateurs
Parmi les illustrateurs, au fil des numéros, on trouve les signatures de Henri Rudaux, Fernand-Louis Gottlob, Édouard Toudouze, Albert Guillaume, Charles Roussel, Maurice Toussaint, Paul Thiriat, Lucien Barbut, Pierre Vidal, Paul Destez, Charles Dudouyt, Alcide Théophile Robaudi, Paul Adolphe Kauffmann, Francisque Poulbot, Ludvík Strimpl, Alméry Lobel-Riche, Jean Dréville et bien d'autres...

## Titres parus
1. Pêcheur d'Islande, par Pierre Loti.
2. Le Crime de Sylvestre Bonnard, par Anatole France — sur Gallica.
3. La Famille Cardinal, par Ludovic Halévy.
4. Le Coupable, par François Coppée.
5. Poil de Carotte, par Jules Renard.
6. Donatienne, par René Bazin.
7. La Dame aux camélias, par Alexandre Dumas fils
8. Boubouroche, par Georges Courteline.
9. Une passade, par Pierre Veber et Willy.
10. Les Rois, par Jules Lemaître.
11. L’Oncle Scipion, par André Theuriet.
12. L’Immortel, par Alphonse Daudet.
13. Diane de Turgis, par Prosper Mérimée.
14. Le Mariage de chiffon, par Gyp.
15. Toute une jeunesse, par François Coppée.
16. Les Grands, par Abel Hermant.
17. Les vacances d'un jeune-homme sage, par Henri de Régnier.
18. Messieurs les ronds-de-cuir, par Georges Courteline.
19. Le Roman d'un jeune homme pauvre, par Octave Feuillet.
20. Avant l’Amour, par Marcelle Tinayre.
21. Le Parfum des îles Borromées, par René Boylesve.
22. Amour d’Automne, par André Theuriet.
23. La Fille Élisa, par Edmond de Goncourt.
24. Marcelin Gayard, par Léon Frapié.
25. De toute son âme, par René Bazin.
26. La Petite Paroisse, par Alphonse Daudet.
27. Confession d’un enfant d’hier, par Abel Hermant.
28. Elle et Lui, par George Sand.
29. Hellé, par Marcelle Tinayre.
30. Joies d’Amour, par Gyp.
31. Scènes de la vie de bohème, par Henry Murger.
32. L’Apprentie, par Gustave Geffroy.
33. Affaire Clémenceau. Mémoire de l'accusé, par A. Dumas fils.
34. Le Train de 8 h 47, par Georges Courteline.
35. Thérèse Raquin, par Émile Zola.
36. Le Pays latin, par Henry Murger.
37. Contes cruels, par Villiers de l’Isle-Adam.
38. Faux Départ, par Alfred Capus.
39. Indiana, par George Sand.
40. La Becquée, par René Boylesve.
41. Confession d’un homme d’aujourd’hui, par Abel Hermant.
42. Miarka, la fille à l’ourse, par Jean Richepin.
43. Charme Dangereux, par André Theuriet.
44. Henriette, par François Coppée.
45. Amants et Voleurs, par Tristan Bernard.
46. La Maternelle, par Léon Frapié.
47. Les Demi-Solde, par Georges d'Esparbès.
48. Fromont jeune et Risler aîné, par Alphonse Daudet.
49. Les Vrais Riches, par François Coppée.
50. Le Roman d'un spahi, par Pierre Loti.
51. Le Prince Zilah, par Jules Claretie.
52. Sous les tilleuls, par Alphonse Karr.
53. Le Bonheur de Ginette, par Gyp.
54. Naïs Micoulin, par Émile Zola.
55. Les Confidences d’une biche, par  Abel Hermant.
56. Histoire comique, par Anatole France.
57. La Lumière qui s’éteint, par Rudyard Kipling.
58. Le Vieux Marcheur, par Henri Lavedan.
59. Le Blé qui lève, par René Bazin.
60. La Faustin, par Edmond de Goncourt.
61. Le Passé vivant, par Henri de Régnier.
62. Boisfleury, par André Theuriet.
63. La Fauve, par J.-H. Rosny.
64. Histoire d’une Parisienne, par Octave Feuillet.
65. Leur cœur, par Henri Lavedan.
66. La Conquête de Plassans, par Émile Zola.
67. Les Rentrées, par Pierre Veber.
68. Une passionnette, par Gyp.
69. L'Affaire Blaireau, par Alphonse Allais.
70. Villa Tranquille, par André Theuriet.
71. L’Homme invisible, par H. G. Wells.
72. Les sœurs Vatard, par J.-K. Huysmans.
73. La peur de l’amour, par Henri de Régnier.
74. Valentine, par George Sand.
75. L’Envers d’une courtisane, par Louis de Robert.
76. La Biche relancée, par Abel Hermant.
77. Episcopo et Cie, par Gabriele D'Annunzio.
78. Tante Joujou, par Gyp.
79. Brichanteau comédien, par Jules Claretie.
80. Les beaux dimanches, par Henri Lavedan.
81. Cœurs meurtris, par André Theuriet.
82. Les Premiers Hommes dans la Lune, par H. G. Wells.
83. Servitude et grandeur militaires, par Alfred de Vigny.
84. Cinq-Mars, par Alfred de Vigny.
85. L’Oiseau d’orage, par Marcelle Tinayre.
86. Vingt contes nouveaux, par François Coppée.
87. Matelot, par Pierre Loti.
88. Chanteraine, par André Theuriet.
89. Brichanteau célèbre, par Jules Claretie.
90. Le Dernier Amour, par George Sand.
91. Les Chouans, par Honoré de Balzac.
92. Contes en prose, par François Coppée.
93. La Fameuse Comédienne, par Abel Hermant.
94. Leur beau physique, par Henri Lavedan.
95. La Morte, par Octave Feuillet.
96. La Guerre des mondes, par H. G. Wells [1915][4].
97. La Flambée, par Henri de Régnier.
98. Le Roman du malade, par Louis de Robert.
99. Simples contes des collines, par Rudyard Kipling.
100. Longues et brèves, par François Coppée.
101. Le Cœur d’Ariane, par Gyp.
102. Les rencontres de M. de Bréot, par Henri de Régnier.
103. Le Refuge, par André Theuriet.
104. Miquette, par Gyp.
105. Les couches profondes, par Pierre Veber.
106. La Maison de danses, par Paul Reboux.
107. Femmes d’artistes, par Alphonse Daudet.
108. Sainte-Marie-des-fleurs, par René Boylesve.
109. Colette, par André Theuriet.
110. La Petite Femme, par Abel Hermant.
111. Le Monarque, par Pierre Mille.
112. Ma tante Giron, par René Bazin.
113. Lydie, par Henri Lavedan.
114. Ce bon monsieur de Véragues, par Maurice Maindron.
115. Monsieur Fred, par Gyp.
116. Mathilde et ses mitaines, par Tristan Bernard.
117. L’Autre Aventure du joyeux garçon, par Abel Hermant.
118. Julia de Trécœur, par Octave Feuillet.
119. Bigarreau, par André Theuriet
120. Les tablettes d’Erinna d’Agrigente, par Jean Bertheroy.
121. Davidée Birot, par René Bazin.
122. Le Bel Avenir, par René Boylesve.
123. Contes rapides, par François Coppée.
124. Le Rival inconnu, par Abel Hermant.
125. Deux amateurs de femmes, par Tristan Bernard.
126. La Gardienne de l'idole noire, par Maurice Maindron.
127. La Petite Princesse, par Octave Feuillet.
128. Nicolas Bergère, par Tristan Bernard
129. Monsieur de Migurac, par André Lichtenberger.
130. L'Illusion héroïque de Tito Bassi, par Henri de Régnier.
131. Scènes de la vie cosmopolite. Le caravansérail, par Abel Hermant.
132. Le Mariage de Mlle Gimel, dactylographe, par René Bazin.
133. Carmen, par Prosper Mérimée [1926][5]

### Articles liés
- In Extenso
- Modern-Bibliothèque
- Select-Collection